# 沃特世
沃特世公司是一家成立于美国的生物技术公司，专攻液相色谱、质谱等科學儀器的开发，1958年由詹姆斯·罗根·沃特世在马萨诸塞州弗雷明翰警察局的地下室中成立。